# Proteus Lake
Der Proteus Lake (englisch; bulgarisch езеро Протей esero Protej) ist ein grob fünfeckiger, in west-östlicher Ausrichtung 300 m langer, 220 m breiter und 3,9 Hektar großer See auf Greenwich Island im Archipel der Südlichen Shetlandinseln. Er liegt 1,42 km ostnordöstlich des Terimer Point und 900 m westsüdwestlich des Agüedo Point an der Basis des Brusen Point im Zentrum des Flamingo Beach. 
Die bulgarische Kommission für Antarktische Geographische Namen benannte ihn 2020 nach Proteus, dem Meeresgott aus der griechischen Mythologie.